# Анна фон Золмс-Браунфелс
Анна фон Золмс-Браунфелс (на немски: Anna von Solms-Braunfels; † между 1 януари 1433 и 25 ноември 1433) е графиня от Золмс-Браунфелс и чрез женитби графиня на Сайн и графиня и господарка на Лоон-Хайнсберг-Юлих.
Тя е дъщеря на граф Ото I фон Золмс-Браунфелс († 1410) и Агнес фон Фалкенщайн-Мюнценберг († 1409), дъщеря на Филип VI фон Боланден-Фалкенщайн († 1373) и Агнес фон Фалкенщайн-Мюнценберг († 1380), дъщеря на Филип V фон Фалкенщайн-Боланден († 1365/1343) и Елизабет фон Ханау († 1389).
Нейните братя са Бернхард II фон Золмс-Браунфелс († 1459) и Йохан фон Золмс-Лих († 1457).

## Фамилия
Анна фон Золмс-Браунфелс се омъжва пр. 6/9 юни 1409 г. за граф Герхард I фон Сайн (ок. 1390 – 1419), син на граф Йохан III фон Сайн († 1409) и съпругата му Аделхайд фон Вестербург († 1367). Тя е втората му съпруга. Те имат децата:
- Дитрих фон Сайн (1415 – 1452), граф на Сайн-Алтенкирхен, женен 1435 г. за Маргарета фон Насау-Диленбург (1415 – 1467)
- Герхард II фон Сайн (1417 – 1493), граф на Сайн, женен 1453 г. за Елизабет фон Зирк (1435 – 1498)

Анна фон Золмс-Браунфелс се омъжва втори път на 14 декември 1423 г. за граф Йохан II фон Юлих-Хайнсберг (ок. 1360 – 1438) от род Спанхайми, син на граф Готфрид II фон Лоон-Хайнсберг († 1395) и принцеса Филипа фон Юлих († 1390). Тя е втората му съпруга. Те имат децата:
- Мария фон Лоон-Хайнсберг (* пр. 1424; † 20 април 1502), омъжена на 17 февруари 1440 г. за граф Йохан IV фон Насау-Диленбург-Диц, господар на Бреда († 1475)
- Якоба фон Хайнсберг (* пр. 1459/1446; † 3 март 1466), абатиса на Торн
- Йохана фон Хайнсберг, омъжена за Йохан фон Шлайден